# جيمس جوستين (لاعب غولف)
جيمس جوستين (بالإنجليزية: James Heath)‏ هو لاعب غولف بريطاني، ولد في 17 مارس 1983 في لندن في المملكة المتحدة.

## وصلات خارجية
- جيمس جوستين على موقع رابطة أوروبا للاعبي الغولف المحترفين (الإنجليزية)
- جيمس جوستين على موقع التصنيف العالمي الرسمي للغولف (الإنجليزية)